# Гробница антипапы Иоанна XXIII

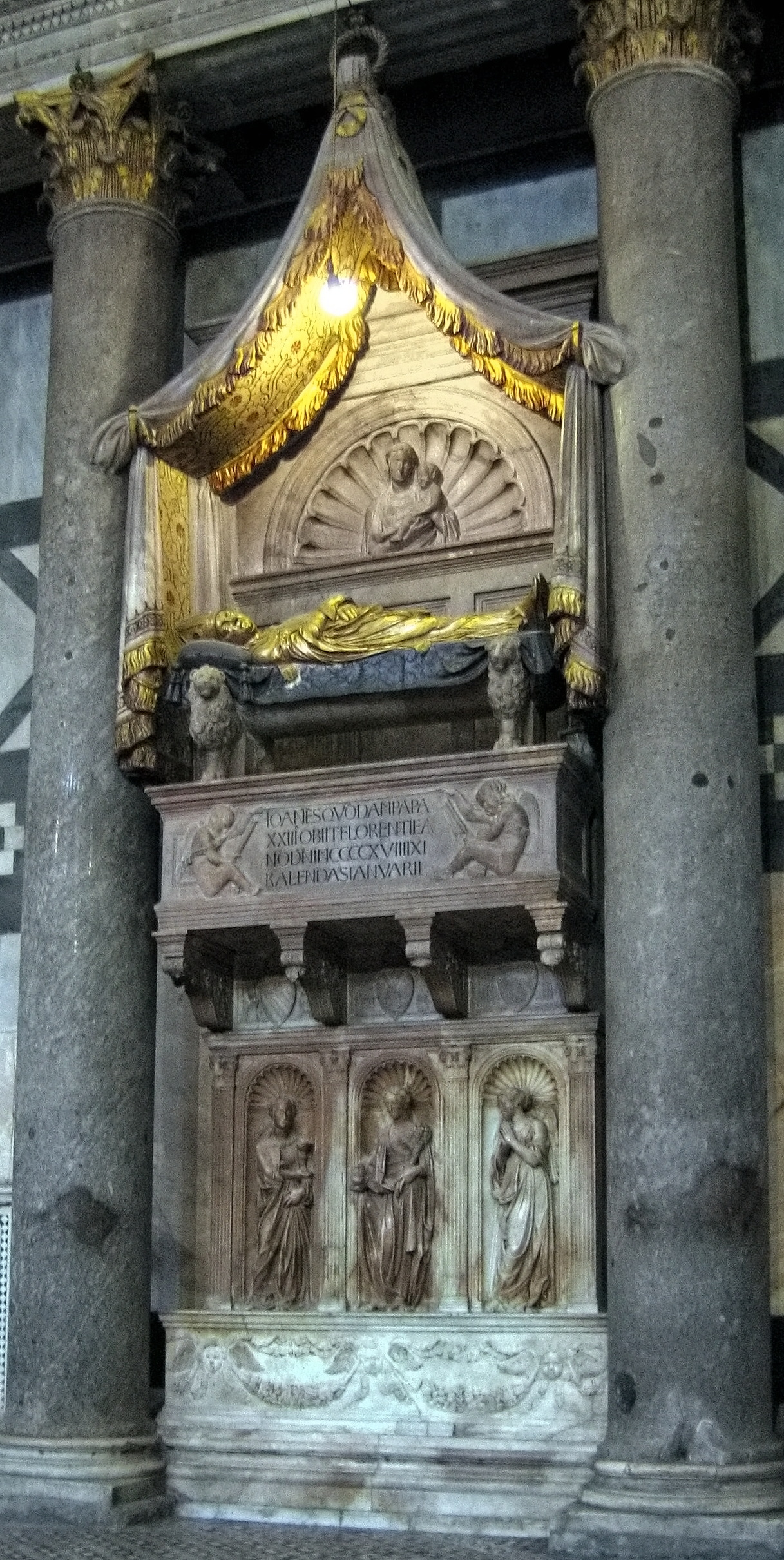
Гробница антипапы Иоанна XXIII

Гробница антипапы Иоанна XXIII — надгробный памятник из бронзы и мрамора, созданный Донателло и Микелоццо и находящийся в баптистерии собора Санта-Мария-дель-Фьоре (Дуомо), где покоится антипапа Иоанн XXIII (Бальтазар Косса, около 1360—1419). Её сооружение было заказано душеприказчиками Иоанна вскоре после его кончины 22 декабря 1419 года и завершено в 1420-е годы; таким образом, она стала вехой в истории раннего Ренессанса во Флоренции. По Фердинанду Грегоровиусу, гробница представляет собой «одновременно могилу Великой схизмы в Церкви и последнюю гробницу папы за пределами Рима».
В своё время Иоанн был тесно связан с Флоренцией, считавшей его законным понтификом во время Великой схизмы. Существует мнение, что захоронение во флорентийском баптистерии было попыткой придать легитимность его понтификату, связав его с почитаемым святым местом. Использование папской символики в надгробии, как и сама связь Флоренции с Коссой, были истолкованы как оскорбление избранного на Констанцском соборе Мартина V и попытка поднять авторитет Медичи, а сама гробница была признана неподобающей для гражданина Флоренции.
В оформлении гробницы использованы стоящие в нишах статуи трёх христианских добродетелей (Веры, Надежды и Любви), фамильный герб Коссы, а также бронзовая позолоченная фигура, лежащая на покоящемся на консолях саркофаге; над ней находится изображение Мадонны с младенцем в полумесяце, а всю композицию осеняет балдахин. На момент завершения это было самое высокое скульптурное сооружение во Флоренции и одно из немногочисленных захоронений, расположенных в баптистерии или находящемся по соседству соборе. Это была также первая из нескольких совместных работ Донателло и Микелоццо, и принадлежность резцу того или другого некоторых элементов гробницы в своё время была предметом дискуссий в среде искусствоведов.

## Антипапа Иоанн XXIII

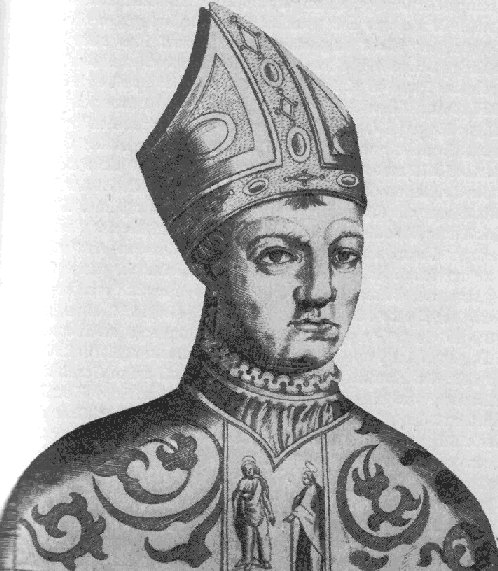
Антипапа Иоанн XXIII

Жизнь антипапы Иоанна XXIII, в значительной степени связанная с Флоренцией, была богата событиями, и оставленному им наследию трудно дать однозначную оценку. Бальтазар Косса был по происхождению неаполитанским аристократом; свою молодость он провел в Болонье. В 1396 году папа Бонифаций IX передал в его управление архидиоцез Болонья, а в 1406 году сделал его кардиналом. После Пизанского собора 1409 года Косса возглавил движение против папы Григория XII, отказавшегося сложить с себя сан. Косса был лишен сана кардинала, но избранный собором антипапа Александр V вернул ему эту должность.
После смерти Александра V в 1410 году Косса был избран его последователями новым папой. Его признали как папу Франция, Англия, Богемия, Португалия, некоторые части Священной Римской империи и некоторые города Северной Италии, в том числе Флоренция и Венеция. Авиньонского папу Бенедикта XIII признавали Арагон, Кастилия и Шотландия. Григория XII поддержали Владислав Неаполитанский, Карло I Малатеста, князья Баварии, пфальцграф Людвиг III, некоторые области Германии и Польши.

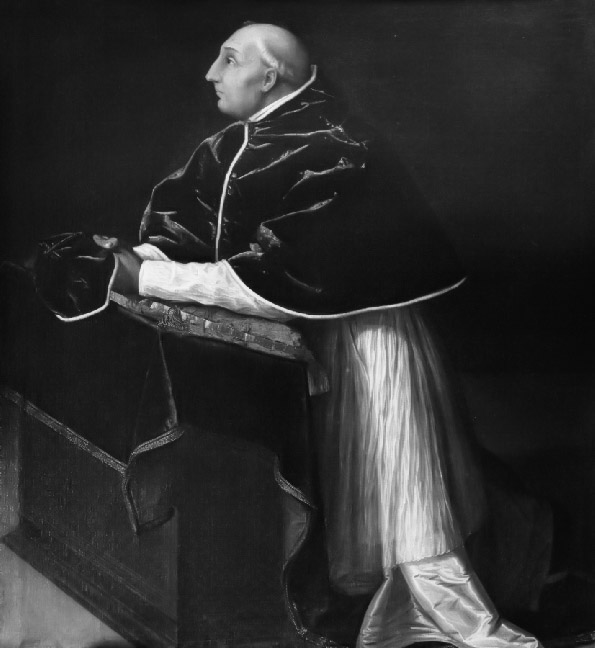
Папа Мартин V, избранный Констанцским собором, низложившим Иоанна XXIII

После того как в 1413 году Владислав Неаполитанский взял Рим, Иоанн XXIII спешно бежал во Флоренцию. Император Сигизмунд вынудил его в 1414 году созвать Констанцский собор, откуда он сбежал в 1415, увидев реальную угрозу своему понтификату, а может быть, и жизни. Хотя он ожидал, что его исчезновение расстроит работу собора, участников которого он призвал присоединиться к нему под защитой Фридриха IV Австрийского, собор продолжал работу в Констанце. Когда Иоанн XXIII попытался достичь земель, где правил Иоанн Бургундский, Фридрих передал его в руки Сигизмунда и собора, и Людвиг III заточил его в тюрьму.
Тем временем 29 мая 1415 года собор низложил Иоанна и 11 ноября 1417 избрал папой Мартина V. В феврале 1419 года Мартин приехал во Флоренцию, и в том же году Косса был выкуплен Флорентийской республикой (в 1417 Людвиг III отказался от верности Сигизмунду) при содействии Джованни ди Биччи де Медичи. Вероятно, его выкуп был наградой за помощь Флоренции в прошлом или же средством давления на Мартина V, к тому времени ещё находившегося во Флоренции (в Рим он прибыл в сентябре 1420), а может быть, сочетал обе причины. Косса помогал Флоренции при завоевании Пизы в 1405 году, будучи легатом в Болонье, а в бытность папой определил банк Медичи в качестве основного хранилища папской казны.
Во Флоренции 14 июня 1419 Косса признал верховенство Мартина V и 26 июня получил кардинальскую шапку, но 22 декабря того же года скончался. Несмотря на полученный титул кардинала-епископа Тускуланского, Косса именовал себя «кардиналом Флорентийским».

### Похороны
Тело Коссы было перенесено в баптистерий и, как предписывалось сборником ритуальных установлений Ordo Romanus, спустя девять дней погребено при участии флорентийской знати и папской курии. Во время погребальных ритуалов, проходивших исключительно внутри Дуомо и баптистерия, на голове лежащего в гробу умершего покоилась белая митра, а в ногах лежала кардинальская шапка. Первые три дня церемоний были посвящены соответственно служению Коссы в сане кардинала и папы, его роли друга Флоренции и его частной жизни. Он был погребен во временном захоронении до того, как будет закончена его гробница.

## Заказ на работы

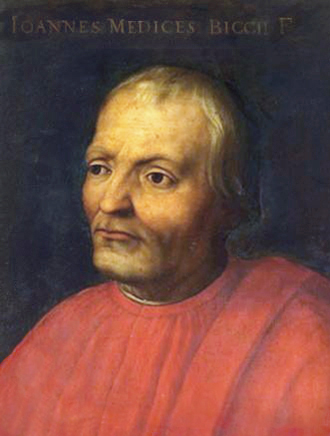
Джованни ди Биччи де Медичи, один из душеприказчиков Коссы

Договор о создании надгробного памятника Коссы был заключен спустя примерно десять дней после его смерти. Последняя воля покойного, которую он изложил в своем завещании на смертном одре 22 декабря 1419, включала некоторые продиктованные флорентийским этикетом распоряжения, благотворительные и церковные пожертвования, но большая часть имущества отошла к его племянникам Микеле и Джованни. При разделении наследства его племянники имели преимущество; пока велись работы над гробницей Коссы, права на его имущество оспаривались кредиторами.
Косса назначил исполнителями своей воли четырёх влиятельных флорентийцев: Бартоломео ди Тальдо Валори, Николло да Уццано, Джованни ди Биччи де Медичи и Вьери Гуаданьи, уполномочив любых двух душеприказчиков из их числа действовать от имени всех четырёх, что, по-видимому, и было исполнено Валори и Медичи. Валори умер 2 сентября 1427 года; к этому времени Гуаданьи уже упокоился с миром, а Уццано давно потерял интерес к работам, оставив их исполнение Джованни — или, вероятнее, Козимо Медичи.
Душеприказчики Коссы объявили, что тот желал быть погребённым в баптистерии, но был слишком скромным, чтобы указать это в своем завещании. Исследователи доверяют этому свидетельству, считая Коссу «тактичным тактиком», хотя историк Хорст Дженсон предположил, что те выбрали баптистерий как место погребения вопреки воле покойного.

Косса завещал баптистерию реликвию, считавшуюся указательным пальцем Иоанна Крестителя (Леонардо да Винчи. Иоанн Креститель. 1513-1516. Лувр, Париж)

Записи в документах сообщают, что 9 января 1421 года Палла Строцци от имени цеха торговцев тканями Арте ди Калимала (Arte di Calimala), ответственного за состояние баптистерия, согласился на постройку небольшого неприметного (breve et honestissima) надгробия, но не дал разрешения на создание капеллы, в которой желал быть похороненным Косса; современная наука приписывает отказ Строцци тому, что погребение в баптистерии было большой честью, которой Косса, возможно, не заслуживал. Других посвященных гробнице записей цеха не сохранилось, поскольку большинство документов 1420-х утрачено, хотя сохранились заметки сенатора Карло Строцци, читавшего эти документы.
Согласие Арте ди Калимала на строительство гробницы традиционно объясняется тем, что Косса в своё время передал баптистерию правый указательный палец Иоанна Крестителя и 200 флоринов на создание подобающего реликвария. Считалось, что этим пальцем Иоанн указал на Христа, сказав: «Ecce Agnus Dei» («Вот Агнец Божий» (Ин. 1:29)). Долгая и сложная история реликвии создавала вокруг неё дополнительный ореол легенды: константинопольский патриарх Филофей преподнёс её в 1363 году в дар папе Урбану V, тот передал её своим преемникам Григорию XI и Урбану VI; последний лишился её во время осады Ночера-Инферьоре, а Иоанн XXIII купил её за 800 флоринов и носил при себе, пока не спрятал в монастыре Санта-Мария-дельи-Анджели.

## Возведение гробницы

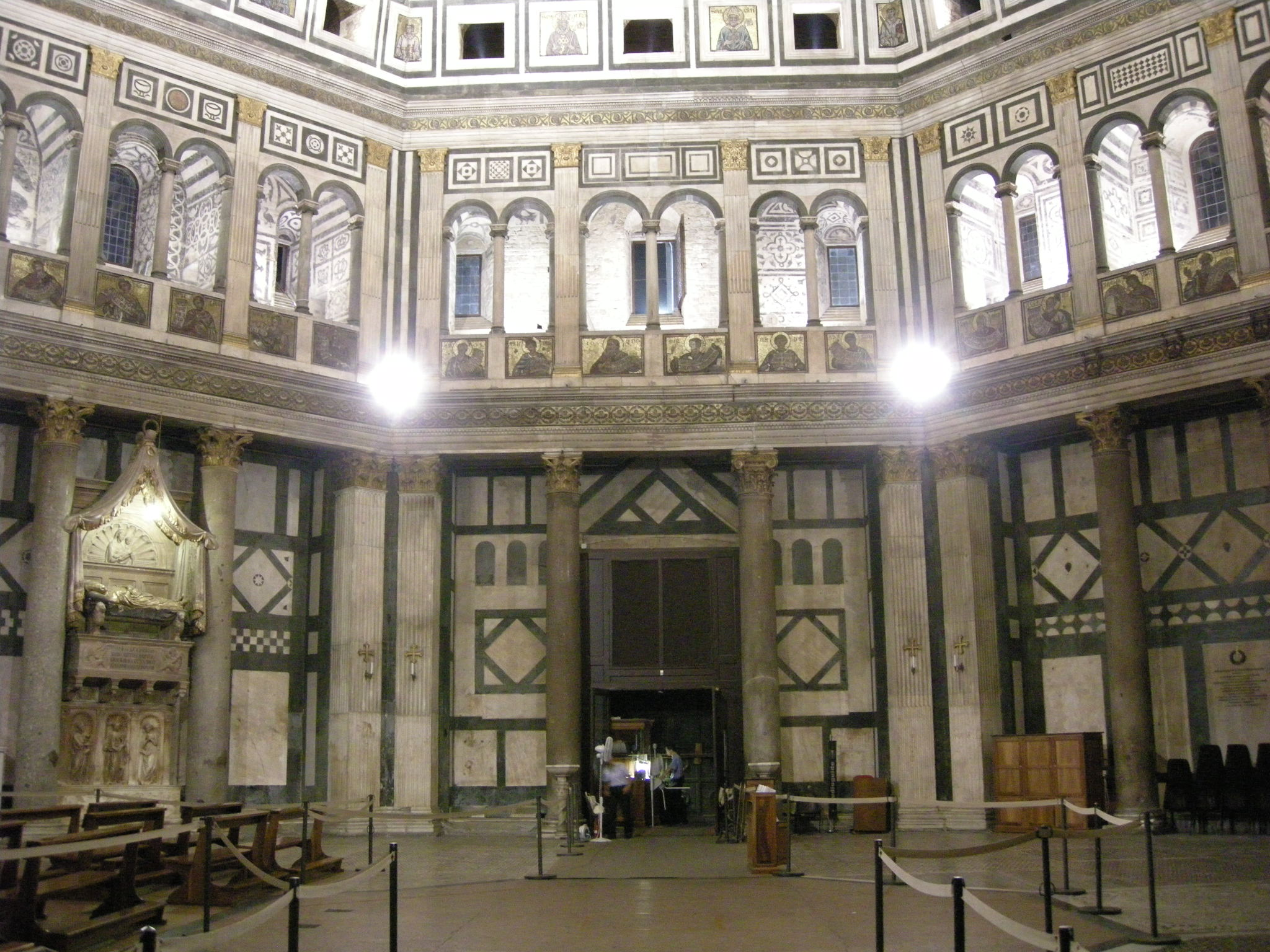
Надгробный монумент гармонично вписан в интерьер флорентийского баптистерия

Хронология последнего этапа сооружения гробницы точно не известна, но кое-что можно установить по различным источникам. Судя по случайной заметке флорентийского нотариуса, в 1424 году (по флорентийскому календарю) была возведена часть гробницы. Кадастр Микелоццо за июль 1427 показывает, что Микелоццо был партнёром Донателло уже около двух лет (due anni o incircha) и что потрачено уже три четверти бюджета в 800 флоринов. Объяснить несоответствие дат можно или неточностью записей Микелоццо, или тем, что Донателло начал работы ещё до партнёрства с Микелоццо, или тем, что 1424 год во флорентийском календаре соответствует 1425 году в современном.
2 февраля 1425 года Бартоломео Валори и Козимо де Медичи запросили 400 из 800 флоринов, отданных ранее в задаток цеху Арте ди Калимала, видимо, как стоимость уже проведённой работы. Этот задаток был страховкой на случай, если бы заказчики оставили гробницу незавершенной и цех был бы вынужден оплачивать её достройку, поскольку был обязан Иоанну XXIII реликварием. Этот запрос — наиболее явное подтверждение участия Козимо в возведении гробницы. Несмотря на это, утверждение Джорджо Вазари в «Жизнеописаниях», что Козимо был ответственным руководителем работ, оспаривалось некоторыми исследователями.
Вероятно, саркофаг был установлен 2 мая 1426 года или незадолго до того, поскольку в этот день Арте ди Калимала заключила договор с двумя капелланами о проведении ежедневной службы о спасении души Коссы. Записи мастерской при Дуомо свидетельствуют, что 28 января 1427 года Валори приобрёл четыре блока белого мрамора для надгробия.
Точная дата окончания работ неизвестна, но они были завершены не позже 1431 года — в этом году умер папа Мартин V, о котором достоверно известно, что он посещал готовую гробницу; другие данные позволяют отодвинуть эту границу ещё на несколько лет раньше. Наиболее достоверный из таких фактов — тот, что в сентябре 1428 Якопо делла Кверча, вернувшись в Болонью, создал нагробный памятник с фигурами добродетелей, воспроизводящих мелкими деталями своих сестёр с гробницы Коссы.
В труде Вазари упоминается, что гробница обошлась дороже первоначального бюджета — в 1000 флоринов, хотя неясно, кто покрыл недостачу. Несмотря на то, что автор этого утверждения неизвестен, оно принимается на веру современной наукой, поскольку стоимость одних лишь скульптур должна была составлять 500 флоринов; однако всё же к этому свидетельству следует подходить с осторожностью.

## Внешний вид

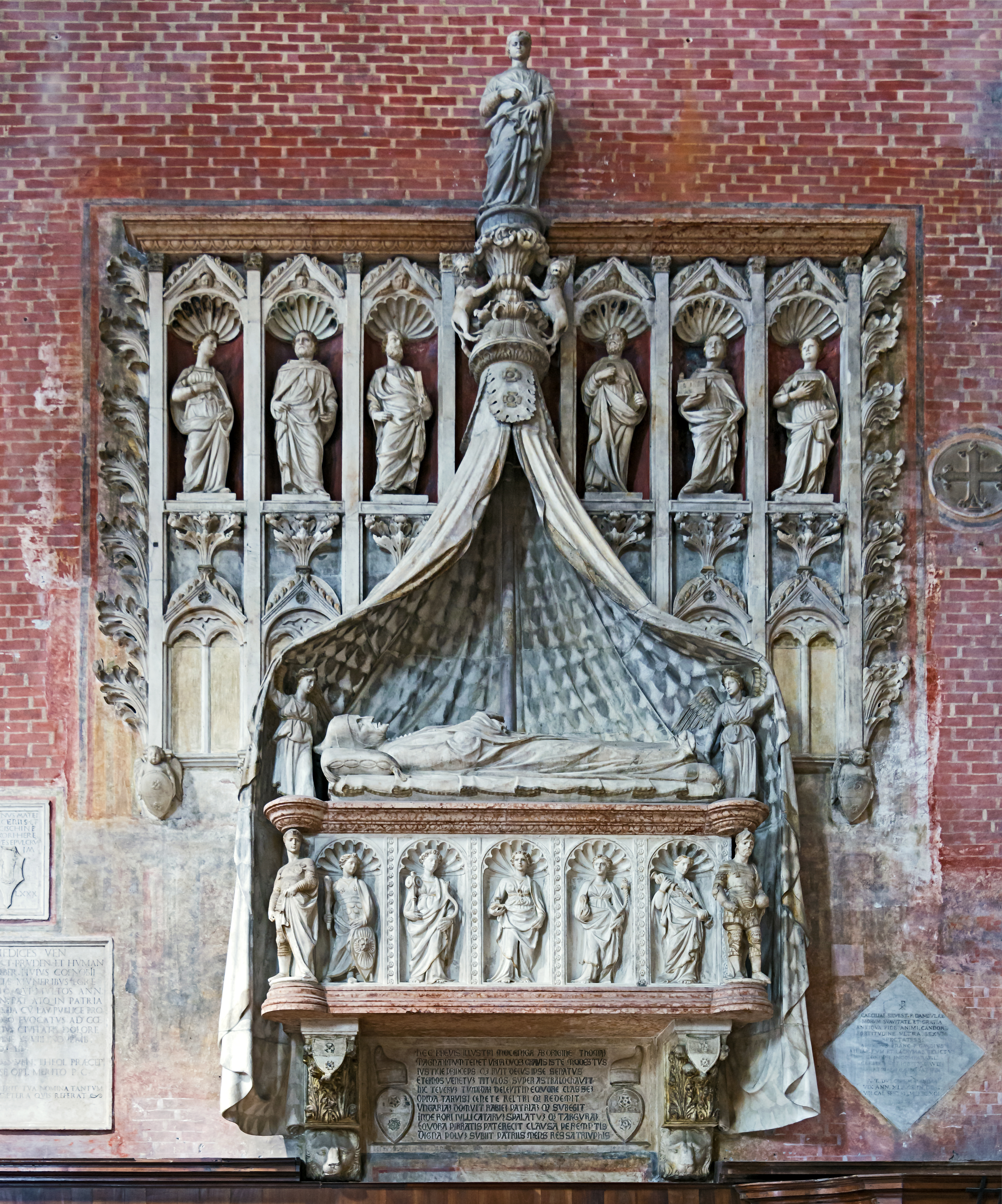
Близкая по времени создания (1423) гробница дожа Венеции Томазо Мочениго; возможно интересное сопоставление, см. текст

В баптистерии уже находилось три саркофага: в одном из них был похоронен епископ Раньери (умерший в 1113 году), два других были изготовлены ещё в римское время и использованы вновь в средние века. Но гробница высотой 7,32 м была самой высокой в баптистерии, а в своё время и во всей Флоренции. Захоронений в самом Дуомо мало, и они представляют собой скорее исключения — например, могила Альдобрандино Оттобони.
Внешний вид надгробного памятника соответствует условиям, предъявленным цехом Арте ди Калимала, и органично вписан в интерьер баптистерия. Монумент помещён между двумя коринфскими колоннами, находящимися между северными вратами работы Лоренцо Гиберти и алтарной апсидой; он занимает треть одной из стен восьмиугольного помещения и обращён к «Райским дверям». Такое расположение лишает гробницу света, в особенности когда врата баптистерия закрыты, что является их обычным состоянием. Надгробие могло бы выглядеть ещё темнее, если бы его задняя часть не выступала из стены баптистерия на 48,4 см. Белый и коричневый мрамор способствует гармоничному сочетанию сооружения с общим интерьером баптистерия, оформленного в полихромном бело-зелёном стиле. Некоторые учёные считают цветной эскиз, выполненный Бонаккорсо Гиберти, доказательством того, что «оригинальная утраченная полихромия» гробницы ещё более гармонировала с интерьером, хотя другие считают этот рисунок неточным. Венчающий сооружение балдахин закреплен на колоннах, а карниз баптистерия создает иллюзию опоры; по образному выражению современной исследовательницы, надгробный памятник Коссы — «супруг окружающей его архитектуры», даже если считать этот брак морганатическим. За исключением покоящейся на саркофаге статуи, все скульптуры выполнены в виде горельефов.
Хотя гробница выполнена полностью в классическом стиле, её общая композиция находится в русле монументальной надгробной архитектуры средневековой Италии — с характерными для стенных гробниц ярусами различных декоративных элементов. Итальянская готическая скульптура сохранила многие элементы классицизма; Донателло и Микелоццо не требовалось настолько резко менять стиль, как их предшественнику, сиенскому скульптору Тино ди Камаино, чьи стенные гробницы оказали ещё за век до того большое влияние на искусство Италии. Типична мраморная фигура, выполненная в натуральную величину и возлежащая на поднятом над полом саркофаге. Мотив занавеса, осеняющего памятник, характерен для готических памятников, а его форма напоминает вимперг; порой в готике такой занавес поддерживают стоящие по бокам от саркофага ангелы. Могилу Коссы часто сравнивают с построенным в 1423 году надгробием венецианского дожа Томазо Мочениго, где горельефные фигуры святых стоят в нишах по сторонам саркофага и над ним, а занавеси сходятся в вершине памятника; однако детали там выполнены в готическом стиле. Надгробный памятник Коссы был построен под влиянием предыдущего творения Микелоццо и Донателло, гробницы кардинала Бранкаччи в Неаполе, и в свою очередь повлиял на гробницу Леонардо Бруни во флорентийской базилике Санта-Кроче, построенную Бернардо Росселлино двадцатью годами позже.

### Основание памятника
Основание надгробного памятника опирается на высокий плинт (38 см), отделенный вогнутыми карнизами. Высота основания — 1,39 м, ширина — 2,02 м; оно украшено фризом с крылатыми головами ангелов (предположительно, серафимов), гирляндами и лентами.

### Фигуры добродетелей
Над основанием, отделенные ещё одним карнизом, в нишах стоят фигуры трёх добродетелей — слева направо Вера, Любовь и Надежда; они разделены коринфскими пилястрами, украшенными каннелюрами. Такой мотив не встречается в тосканской надгробной скульптуре, но популярен в это время в Венеции, Падуе и особенно в родном городе Коссы Неаполе. Возникает мысль, что и Микелоццо, и Донателло предпринимали путешествие в Венецию; впрочем, Дженсон замечает на это, что «необязательно ездить в Венецию», чтобы найти подобные мотивы. Надгробные фигуры добродетелей были распространены за пределами Флоренции, причём над могилами мирян устанавливались статуи кардинальных добродетелей (благоразумие, мужество, сдержанность и справедливость), а над могилами духовных лиц — теологических (вера, надежда и любовь), как, например, над гробницей кардинала Бранкаччи. Однако статуи на надгробии Коссы носят значительно больше античных черт. Кроме того, Донателло создал две похожие бронзовые фигуры добродетелей для баптистерия Сиенского собора, но их связь со статуями на гробнице Коссы неясна.
Фигура Веры слева, высотой 1,05 м, держит в руках потир для причастия; стоящая в центре фигура Любви, высотой 1,07 м, держит рог изобилия и жаровню; наконец, фигура Надежды справа, высотой 1,06 м, сложила руки в молитве. Статуя Любви выполнена в наиболее античном духе, восприняв элементы классических изображений Изобилия, Цереры и Юноны, у которых в левой руке всегда находился рог изобилия. Связь с античностью подчеркивает также то обстоятельство, что хотя и высокие, но недостаточно проработанные фигуры добродетелей создают дополнительную вертикальную дистанцию между зрителем и фигурой Коссы, скрадывая непосредственность позы лежащей статуи покойного — в отличие от других стенных гробниц эпохи Кватроченто, для которых такая поза является доминантой. Сама фигура призвана скрыть личные качества Коссы, представляя его как обычного понтифика и первого представителя флорентийской «династии» пап.

### Саркофаг и надпись
Над фигурами добродетелей находится саркофаг, поддерживаемый четырьмя классическими консолями, украшенными акантом. В триптихе, образованном консолями, изображены слева направо фамильный герб Коссы с папской тиарой, папский герб и фамильный герб Коссы с кардинальской шапкой. Стенка саркофага, шириной 2,12 м и высотой 70 см, украшена rilievo schiacciato («сплющенным рельефом», тип барельефа, изобретённый Донателло) с изображением двух путти или, иначе, spirateli («маленьких духов»); они держат оформленный в виде папского бреве лист пергамента с начертанной на нём надписью. Путти позаимствовали многие черты у своих античных предшественников, за исключением скрещённых ног.

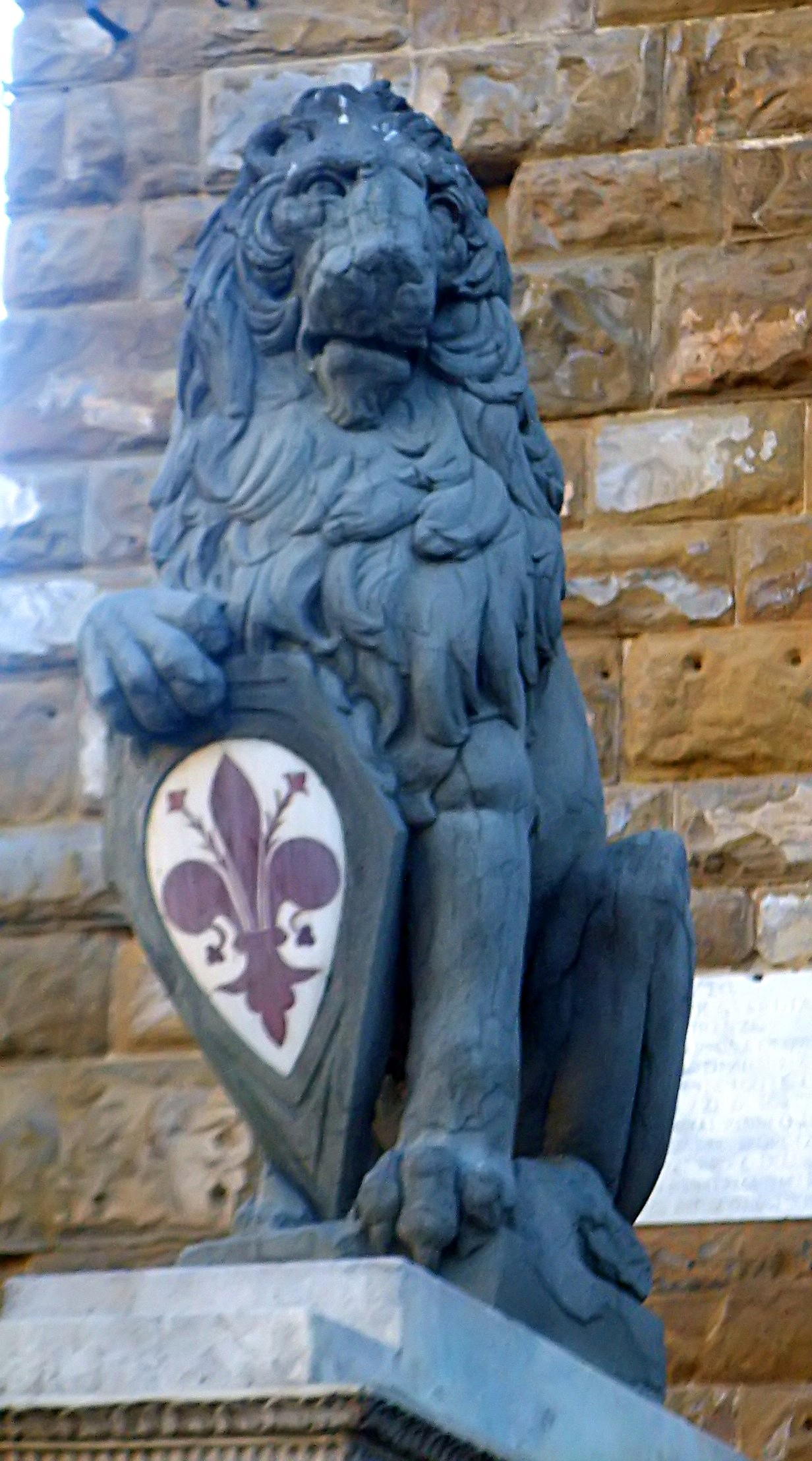
Марцокко — символ власти Флоренции

Папа Мартин V возражал против первой строки надписи, которую, по его мнению, можно было истолковать как знак того, что Косса умер законным папой (латинское слово «quondam» значит как «бывший», так и «покойный»). Возможно, его сомнения развеялись бы, если была бы использована часто встречавшаяся в документах того времени формула «olim Papa» (с лат. — «некогда папа») вместо «quondam Papa». Мартин предложил назвать Коссу в эпитафии не папой, а кардиналом Неаполитанским, подчеркивая таким образом его подчинение истинному папе. Источники того времени сообщают, что синьория Флоренции практически дословно повторила ему ответ Понтия Пилата о надписи на кресте: «Что написано, то написано». Сам Мартин V был погребен под простой бронзовой плитой; это единственный случай плоской гробницы римского понтифика, но также и первый случай, когда надгробие папы было помещено в центральном нефе «базилики майор» (базилика Сан-Джованни ин Латерано) и отлито из бронзы (возможно, тем же Донателло).
По мнению историка Чарльза Эйвери, рельеф Донателло «Вознесение Христа и передача ключей апостолу Петру» первоначально предназначался также для стенки этого саркофага и был призван усилить ассоциации с папским престолом. Ассоциации вызывались и тем, что дата смерти Коссы была указана в эпитафии с использованием римских календ, что было нетипично для флорентийских погребений, но вполне обычно для папских.

### Статуя Иоанна XXIII
Над саркофагом располагаются львы, поддерживающие катафалк со статуей покойного и напоминающие формой консоли эпохи Треченто. Возможно, львы изображают Марцокко (Marzocco), льва, символизирующего Флоренцию, и воплощают таким образом связь покойного Иоанна с городом. Для папских апартаментов в базилике Санта-Мария-Новелла Донателло создал бронзового Марцокко, отражавшего двойственное отношение флорентийцев к Мартину V, который повышал своим визитом престиж города, но в то же время был потенциальным противником Республики. Подобно ему, львы, поддерживающие катафалк, могут символизировать поддержку Флоренцией претензий Иоанна XXIII на папскую кафедру. Однако символический смысл львов неясен, и интерпретировать его необходимо с осторожностью; следует помнить и о том, что львы в качестве опоры использовались в гробницах и раньше, к примеру, в надгробии Лапо де Барди (умер в 1342) в Барджелло.
Катафалк и укрывающий его покров слегка наклонены к зрителю, а поддерживающий изголовье лев сделан на 2 см короче, чтобы лучше была видна скульптура умершего и в особенности голова. Фигура, выполненная из позолоченной бронзы в натуральную величину, облачена в явно кардинальское одеяние и не содержит намеков на возможную легитимность понтификата Коссы; её ложе также выполнено из бронзы, но не позолочено. Когда саркофаг был вскрыт в XVI веке, выяснилось, что погребальное одеяние Коссы соответствует облачению статуи. До того в Италии не существовало гробниц с объемными скульптурами из позолоченной бронзы, хотя на балконе палаццо делла Бриада в Болонье уже находилась такая скульптура высотой 1,83 м, изготовленная по заказу папы Бонифация VIII. Некоторые учёные предполагают, что Донателло создал скульптуру Иоанна XXIII по посмертной маске, но другие возражают им.

### Балдахин
За статуей расположен пилон высотой 1,34 м, состоящий из трёх частей, с утопленными рельефными границами, поддерживающий карниз и обрамленный двумя дополнительными коринфскими пилястрами. Над ним находится антаблемент с полумесяцем, в который вписано изображением Мадонны с Младенцем — типичный мотив для гробниц, символизирующий заступничество небесных покровителей. Ещё выше располагается мраморный балдахин с позолоченными краями, украшенный узорчатыми цветами со стеблями и словно висящий на ребристом латунном кольце (на самом деле это невозможно из-за тяжести балдахина). Исследовательница Сара Мак-Хэм предполагает, что балдахин символизирует небесный свод и, следовательно, тот baldacchino, который несли над головой папы при интронизации. Однако историк Рональд Лайтбоун настаивает, что подобный балдахин, укрепленный на карнизе и на колоннах, не имеет отношения к церкви и представляет собой вариацию балдахина, укреплявшегося над постелью.

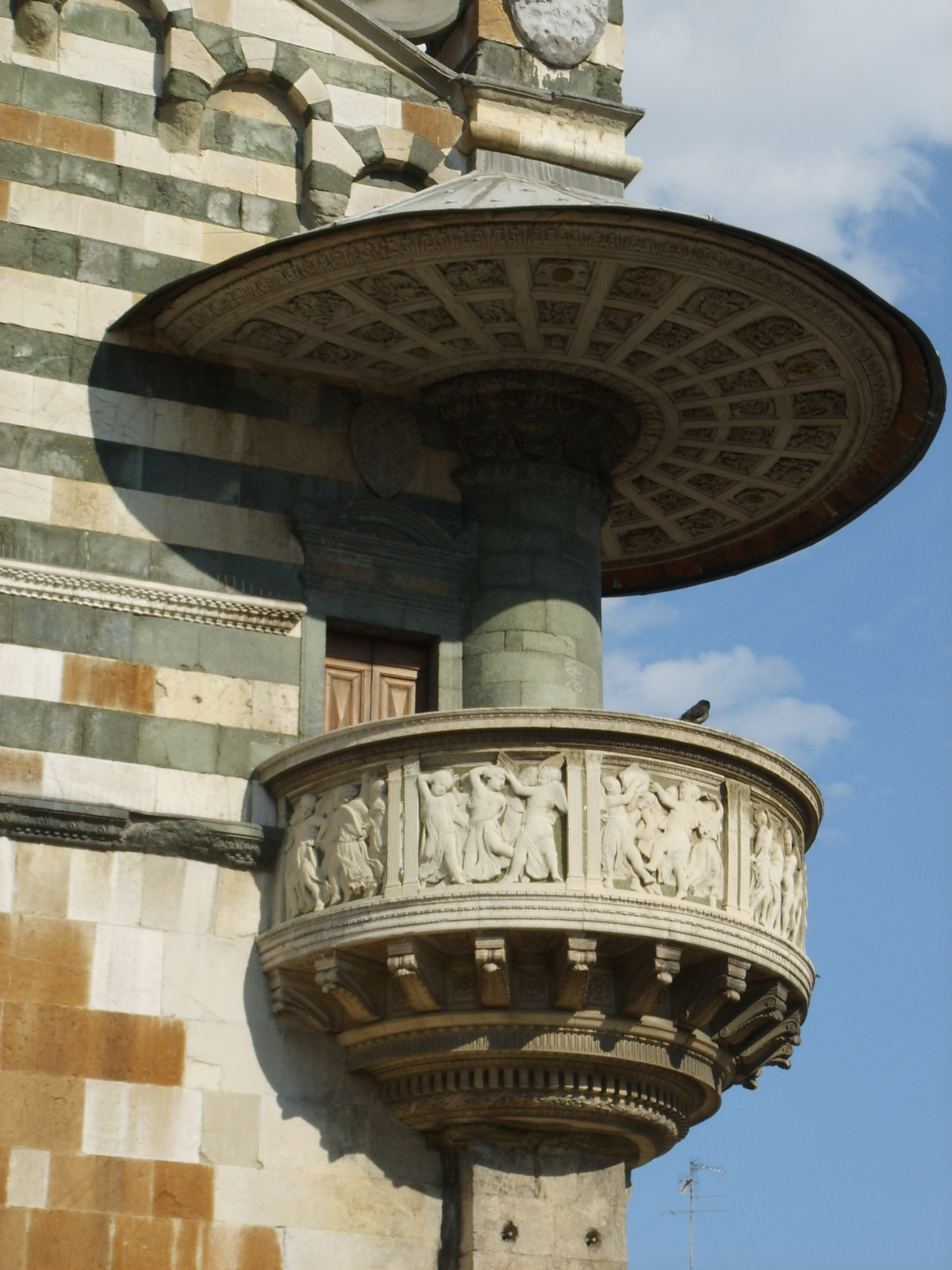
Наружная кафедра собора Прато, ещё одно совместное произведение Донателло и Микелоццо

## Авторство гробницы
Надгробный памятник Бальтазара Коссы был первой совместной работой скульпторов Донателло (1386—1466) и Микелоццо (1391—1472), которые в дальнейшем создали вместе гробницу кардинала Ринальдо Бранкаччи в церкви Сант-Анджело а Нило в Неаполе, гробницу папского секретаря Бартоломео Арагацци в соборе Монтепульчано, а также наружную кафедру собора Прато. К этому времени Донателло уже прославился своими статуями пророков и святых, созданными для Санта-Мария-дель-Фьоре и Орсанмикеле, в то время как Микелоццо был мало известен. Оба некоторое время работали в мастерской Гиберти, занимавшей ведущее положение во флорентийской скульптуре того времени.
Почти все элементы гробницы приписывались различными историками искусства как Микелоццо, так и Донателло. Классификация по автору основана большей частью на субъективных критериях: как правило, исследователь приписывает Донателло те детали, которые высоко оценивает, а Микелоццо временами прямо называют автором тех элементов, которые «не так хорошо проработаны».
Описания, составленные между 1475 и 1568 годами, приписывают Донателло всё убранство гробницы, за исключением статуи Веры. Некоторые современные исследователи придерживаются кардинально противоположной точки зрения, считая Микелоццо создателем всего надгробного памятника, кроме скульптуры Иоанна XXIII. По мнению Дженсона, из мраморного декора только путти могут быть приписаны «руке самого Донателло». Предполагают, что причиной сотрудничества с Микелоццо могли стать недостаточные знания Донателло в области литья и архитектуры, а также его напряжённый график заказов.